# Ådalsbrigaden
Ådalsbrigaden (IB 21) var en infanteribrigad inom svenska armén som verkade i olika former åren 1949–1992. Förbandsledningen var förlagd i Sollefteå garnison i Sollefteå.

## Historik
Genom försvarsbeslutet 1948 beslutades att arméns fältregementen skulle omorganiseras, och från 1949 års krigsorganisation anta en brigadorganisation. Ådalsbrigaden (IB 21) sattes upp åren 1949–1951 vid Västernorrlands regemente (I 21) genom att fältregementet Västernorrlands regemente (I 21) omorganiserades till brigad. Genom försvarsutredning 1988 kom Ådalsbrigaden att upplösas och avvecklas den 30 juni 1992.

## Verksamhet
Huvuddelen av brigaden grundutbildades vid Västernorrlands regemente (I 21). Brigaden genomgick förbandstyperna IB 49, IB 59, IB 66, IB 66R och IB 66M. Genom försvarsbeslutet 1972 kom brigaden att bli Västernorrlands regementes sekundära brigad, detta då den inte upptogs till brigadorganisationen IB 77. 

### Organisation
Brigadens hade nedan organisation, Infanteribrigad 66, där infanteribataljonerna utbildades vid Västernorrlands regemente.

- 1x brigadledning
- 1x infanterispaningskompani
- 3x infanteriskyttebataljoner
  - 4x skyttekompanier
  - 1x tungt granatkastarkompani
  - 1x trosskompani
- 1x infanteripansarvärnskompani
- 1x stormkanonkompani
- 1x infanteriluftvärnskompani
- 1x infanterihaubitsbataljon
- 1x infanteriingenjörsbataljon
- 1x infanteriunderhållsbataljon

## Förbandschefer
- 1949–1992: ???

## Namn, beteckning och förläggningsort
| Ådalsbrigaden | 1949-10-01 | – | 1992-06-30 |

| IB 21 | 1949-10-01 | – | 1992-06-30 |

| Sollefteå garnison (F) | 1949-10-01 | – | 1992-06-30 |